# Cái chết và tang lễ của Phaolô Bùi Văn Đọc

## Bối cảnh
Chiều ngày 25 tháng 2, Tổng giám mục Phaolô Bùi Văn Đọc cùng các giám mục giáo tỉnh Sài Gòn đáp chuyến bay đến Paris, ngay trước chuyến viếng thăm Ad Limina của Hội đồng Giám mục Việt Nam, theo đúng lịch trình của hội đồng. Linh mục Hồ Văn Xuân hồi tưởng về sự lo lắng của ông về sức khỏe của Tổng giám mục Bùi Văn Đọc, ngay khi lấy hành lí tại sân bay Paris rằng Tổng giám mục Đọc đã bước nặng nề và tỏ ra khó khăn. Tổng giám mục Đọc cũng dặn dò linh mục Xuân, tháp tùng về việc chu toàn việc trùng tu Nhà thờ Đức Bà Sài Gòn và Nhà xứ của Giáo xứ chính tòa. Ngày 27, linh mục Xuân rời phái đoàn giám mục sang Đức ngày 27 rồi sang Pháp nhằm tìm kiếm công trình nhà thờ Đức Bà Sài Gòn. Tổng giám mục Đọc cũng dự kiến sau chuyến đi Ad Limina sẽ cùng hai giám mục phụ tá đi thăm Ba Lan.
Ngày 2 tháng 3, tổng giám mục Bùi Văn Đọc cùng phái đoàn giám mục rời Paris sang Rôma. Vì lịch trình dày đặc và ông có nhiều dấu hiệu mệt mỏi, tuy nhiên các giám mục đề nghị ông nghỉ ngơi đều bị ông từ chối. Việc đi lại của Tổng giám mục Đọc khó khăn, hơi thở mạnh, gấp, ăn uống chậm chạp và diễn biến xấu trong từng ngày ông ở tại Rôma. Hồng y Phêrô Nguyễn Văn Nhơn, hai giám mục phụ tá Tổng giáo phận và tất cả các giám mục trong hội đồng giám mục đều lo lắng, nhận thấy chuyển biến xấu và có hỏi đến ông, ông đều trả lời Tôi khỏe. Chính vì lý do này nên các giám mục cùng phái đoàn không thể can ngăn Tổng giám mục Đọc điều trị. Sáng ngày 5 tháng 3, giờ Rôma, ông có dịp yết kiến Giáo hoàng cùng các giám mục Việt Nam, tại đây, ông đã trò chuyện và đặt câu hỏi về nguyên Giáo hoàng Biển Đức XVI với Giáo hoàng Phanxicô, là câu hỏi để lại ấn tượng sâu sắc đối với vị giáo hoàng. Sau khi yết kiến giáo hoàng, ông cũng có cuộc hội ngộ bất ngờ với Hồng y Quốc vụ khanh Pietro Parolin. Sau khi yết kiến giáo hoàng, trong lúc ngồi nghỉ mệt, Tổng giám mục Đọc thích thú với dây tràng hạt màu trắng trong hộp quà giáo hoàng tặng, ông nói: Đẹp quá, cái này chắc mình xài đến chết luôn! Cỗ tràng hạt này hiện được đặt trên tay cố Tổng giám mục trong quan tài.

## Qua đời và tang lễ

### Qua đời
Trước khi qua đời, trong hai ngày cuối cùng, sức khỏe của tổng giám mục Đọc không khả quan, nhưng ông cố gắng tham dự đầy đủ chương trình đã hoạch định. Sáng ngày 6 tháng 3 (giờ Rôma), Tổng giám mục Bùi Văn Đọc cùng các giám mục Việt Nam đã đến nhà thờ Đức Mẹ Scala viếng mộ Hồng y Phanxicô Xaviê Nguyễn Văn Thuận. Tại đây, ông đã có nhiều dấu hiệu mệt mỏi khác thường. Sau đó, vì thấy ông đi lại khó khăn, các linh mục đã quyết định đưa ông đến Đền thờ thánh Phaolô ngoại thành bằng taxi. Tại đây, ông chủ tế thánh lễ lúc 11 giờ (khoảng 17 giờ tại Việt Nam) cùng Hội đồng Giám mục Việt Nam. Cũng tại buổi lễ cuối cùng này, hai dòng máu bầm đã chảy ra từ miệng của Tổng giám mục Bùi Văn Đọc. Sau thánh lễ, ông nán lại để cùng chụp ảnh kỷ niệm chung với các giám mục và liên tu sĩ khoảng 1 giờ đồng hồ. Tiếp đó, ông được 2 linh mục dìu lên xe taxi để về nhà, trên xe ông cảm thấy mệt mỏi và ngất xỉu. Mọi người trên xe liền đưa ông thẳng tới bệnh viện thánh Camillo để cấp cứu, nhưng đến 22 giờ 15 phút (tức 4 giờ 15 phút ngày 7 tháng 3 năm 2018, giờ Việt Nam), ông đã qua đời. Trước đó, tối khoảng 9 giờ tối ngày 6 tháng 3 (giờ Việt Nam), linh mục Tổng Đại diện Hồ Văn Xuân nhận được tin báo về việc Tổng giám mục Bùi Văn Đọc đã đột quỵ, khoảng 6 giờ chiều Rôma, các bác sĩ tại đây đã cho biết Tổng giám mục Bùi Văn Đọc không còn hy vọng qua khỏi. Thi hài ông hiện vẫn được bảo quản tại bệnh viện. Cộng đồng Công giáo Việt Nam bối rối trước tin này và chưa định được kế hoạch cho những ngày tiếp theo. Sự ra đi của ông khiến Tổng giáo phận Sài Gòn - Thành phố Hồ Chí Minh lâm vào trạng thái trống tòa. Ngày 8 tháng 3, Bộ Loan báo Tin Mừng cho các Dân tộc cho biết Vatican đã bổ nhiệm Giám mục Phụ tá Giuse Đỗ Mạnh Hùng làm Giám quản Tông Tòa Tổng giáo phận. Việc bổ nhiệm này được công bố vào ngày 10 tháng 3.

### Các hoạt động tưởng nhớ

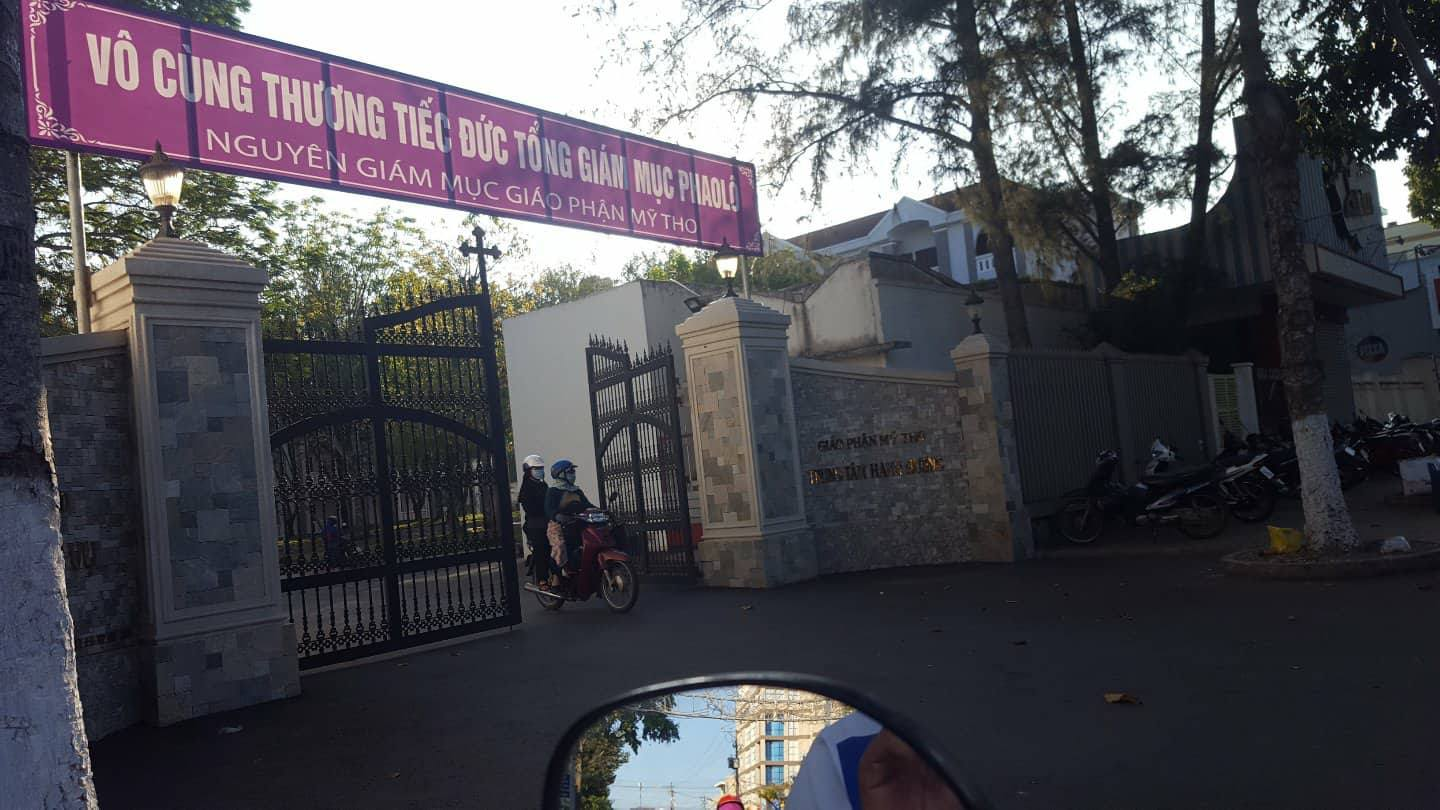
Trung tâm Hành hương Giáo phận Mỹ Tho treo băng rôn tưởng nhớ Cố Tổng giám mục Bùi Văn Đọc

Nhận được tin Tổng giám mục Bùi Văn Đọc qua đời, linh mục Inhaxiô Hồ Văn Xuân, Tổng Đại diện Tổng giáo phận cho biết ông đang có chuyến công du Pháp nhằm chọn kính màu cho công trình tái thiết Nhà thờ Đức Bà Sài Gòn. Sau khi nhận được tin, ông gấp rút sang Rôma thực hiện các công việc thủ tục cần thiết để chuyển thi hài cố Tổng giám mục Bùi Văn Đọc về Tổng giáo phận cử hành lễ an táng.
Nhằm tưởng nhớ cố Tổng giám mục Bùi Văn Đọc, nhiều nhà thờ tại các giáo phận ông từng phục vụ như Giáo phận Đà Lạt, Giáo phận Mỹ Tho và Tổng giáo phận Thành phố Hồ Chí Minh đã thực hiện nhiều hình thức như: treo cờ rủ Tòa Thánh, treo cờ tang, lập bàn thờ tưởng niệm, treo băng rôn,... Sự ra đi của Tổng giám mục Đọc nhận được sự quan tâm đặc biệt từ giáo dân, được chia sẻ rộng rãi trên mạng xã hội. Nhằm kiểm chứng thông tin gây sốc này, nhiều người đã truy cập website Tổng giáo phận Sài Gòn, dẫn đến việc trang này nhanh chóng bị sập. Caritas Tổng giáo phận quyết định sẽ cử hành các nghi thức tưởng nhớ, tri ân cố Tổng giám mục trong chương trình Đêm Nhịp Cầu Caritas 5 được tổ chức vào ngày 9 tháng 3.
Ngày 7 tháng 3, Hồng y Fernando Filoni, Tổng trưởng Thánh bộ Rao giảng Phúc Âm cho Các Dân tộc cùng các nhân vật cấp cao của bộ này là Tổng giám mục Protase Rugambwa, Tổng thư ký, Tổng giám mục Giovanni Pietro Dal Toso, Đồng Tổng Thư ký và Chủ tịch Các Hiệp hội Giáo hoàng Truyền giáo cùng linh mục Ryszard Szmydki, Phụ tá Thư ký đã gửi thư chia buồn đến gia đình cố Tổng giám mục Bùi Văn Đọc, Tổng giáo phận Thành phố Hồ Chí Minh và Hội đồng Giám mục Việt Nam. Trong thư, các giáo sĩ cũng bày tỏ sự bàng hoàng trước cái chết đột ngột của Tổng giám mục Đọc. Vào lúc 15 giờ 30 phút giờ Rôma (21 giờ 30 phút giờ Việt Nam) ngày 7 tháng 3, các giám mục Việt Nam đến thăm Đại sứ quán Việt Nam tại Rôma. Tại đây, Tòa Đại sứ chia buồn về việc Tổng giám mục Bùi Văn Đọc qua đời đột ngột và hứa sẽ tạo mọi điều kiện thuận lợi để đưa thi hài cố Tổng giám mục về nước. Giáo hoàng Phanxicô cũng có thái độ bàng hoàng tương tự với tin tức Tổng giám mục Bùi Văn Đọc từ trần, và quyết định cử hành một thánh lễ ngoại lịch vào sáng ngày 8 tháng 3 giờ Rôma cùng với các giám mục Việt Nam nhằm cầu nguyện cho cố Tổng giám mục.
Trả lời hãng thông tấn Fides về sự từ trần của cố giám mục Đọc, giám mục Giuse Đinh Đức Đạo nhận định: Cái chết bất ngờ và bi thảm của Đức Cha Phaolô Bùi Văn Đọc, Tổng Giám mục thành phố Hồ Chí Minh (trước đây gọi là Sàigòn), trong chuyến hành hương ad limina tại Rôma, đã làm chúng tôi xúc động sâu xa...chúng tôi tự hỏi chính mình Chúa muốn nói với chúng tôi điều gì qua sự kiện này. Nhận định về sự ra đi bất ngờ của Tổng giám mục Đọc trong chuyến viếng thăm Tòa Thánh, hồng y Phêrô Nguyễn Văn Nhơn có phát biểu: Chuyến Ad Limina đã bị bao phủ bởi một đám mây đen là sự ra đi đột ngột của Đức Tổng giám mục Phaolô. Ai cũng mong muốn được ra đi bên cạnh những người thân, nơi Địa phận của mình. Đức Tổng giám mục Phaolô đã thiếu cái đó. Linh mục Tổng Đại diện Hồ Văn Xuân cho biết cố Tổng giám mục có khoảng thời gian dài bị bệnh tiểu đường, cao huyết áp và ban đêm đôi lúc có triệu chứng ngừng thở. Linh mục này cũng đánh giá cố Tổng giám mục dù bệnh tật, nhưng luôn chú trọng không làm phiền người khác.
Lễ cầu nguyện cho cố Tổng giám mục Bùi Văn Đọc do Hồng y Pietro Parolin, Quốc vụ khanh Tòa Thánh chủ sự tại nhà nguyện Kinh sĩ Đền Thờ (Cappella de Coro) trong Đền thờ Thánh Phêrô với Tổng giám mục Paul Richard Gallagher, Bộ trưởng Ngoại giao Tòa Thánh cùng các giám mục và linh mục Việt Nam lúc 5 giờ chiều ngày 10 tháng 3 giờ Rôma. Linh cữu cố Tổng giám mục Đọc được các giám mục Việt nam yêu cầu hiện diện trong thánh lễ, tuy nhiên việc này không được chấp thuận và chỉ có di ảnh của ông được đặt trên cung thánh nhằm tưởng nhớ. Các thủ tục đưa linh cữu cố Tổng giám mục về Việt Nam đang được tiến hành bởi Đức ông Gioan Baotixita Phạm Mạnh Cương, qua các buổi làm việc với Tòa Đại sứ Việt Nam và Giám đốc Dịch vụ Mai táng Rôma.

### Quá trình chuyển thi hài về Việt Nam
Ngày 7 tháng 3, phái đoàn linh mục Hồ Văn Xuân đến Rôma, tại Foyer Phát Diệm. Tại đây, đoàn hai giám mục phụ tá Tổng giáo phận Thành phố Hồ Chí Minh, giám mục Phêrô Nguyễn Văn Khảm, các linh mục có liên quan cùng phía dịch vụ mai táng bàn luận thảo luận về việc. Tại đây, phía dịch vụ mai táng quyết định chia buồn với giáo phận bằng cách hỗ trợ không lấy chi phí khác, phí chuyển tốn khoảng 5.000 euro gồm tiền vé máy bay và đóng thuế. Trong cuộc họp, linh mục Hồ Văn Xuân trình bày ý nguyện được chôn cất trong Nhà nguyện Tiểu chủng viện Sài Gòn cũ, nay là nhà nguyện Trung tâm Mục vụ, bên cạnh cố tổng giám mục Phaolô Nguyễn Văn Bình và giám mục Louis Phạm Văn Nẫm.
Vào lúc 7 giờ sáng ngày 10 tháng 3 giờ Rôma, (khoảng 13 giờ giờ Việt Nam) Văn phòng Dịch vụ Mai táng của Rôma đã nhận được giấy chứng nhận y khoa về việc đột tử của cố Tổng giám mục Bùi Văn Đọc từ bệnh viện San Camillo. Một giờ sau đó, Văn phòng Dân sự Rôma cấp giấy chứng tử chính thức.
Sau đó, 10 giờ cùng ngày, Đức ông Gioan Baotixta Phạm Mạnh Cương, Chủ tịch Liên tu sĩ Việt Nam tại Rôma cùng một linh mục khác và người của dịch vụ mai táng trình giấy tờ cho Đại sứ quán Việt Nam tại Rôma. Tòa Đại sứ cấp một giấy phép tạm thời, cho phép phía dịch vụ mai táng tẩm liệm và tiến hành thủ tục nhập quan.
Đúng 8 giờ sáng giờ Rôma (14 giờ giờ Việt Nam) ngày 12 tháng 3, linh mục Giuse Trần Hoàng Quân thuộc Tổng giáo phận và linh mục Antôn Nguyễn Bảo Chi Quốc cháu cố Tổng giám mục và nhân viên nhà xác bệnh viện San Camillô, Roma bắt đầu nghi thức mặc y phục và nghi thức tẩm liệm cho cố Tổng giám mục Bùi Văn Đọc. Nửa tiếng sau đó, Giám mục Louis Nguyễn Anh Tuấn chủ sự nghi thức làm phép quan tài và quan tài chứa thi hài cố Tổng giám mục được đóng nắp lúc 9 giờ 30, giờ Rôma (khoảng 15 giờ 30, giờ Việt Nam). Có mặt trong suốt quá trình ngoài hai giám mục phụ tá Tổng giáo phận còn có khoảng gần 10 linh mục đến viếng và cầu nguyện cho cố Tổng giám mục.
Sau khi đóng nắp quan tài, nhà quàn bệnh viện cấp giấy chứng nhận vệ sinh an toàn, nhằm có thể chuyển thi hài ra sân bay Rôma. Vào lúc 10 giờ 50 phút giờ Roma, (16 giờ 50 phút, giờ Việt Nam) ngày 13 tháng 3, giám mục Đỗ Mạnh Hùng, Nguyễn Anh Tuấn, Đức ông Gioan Baotixita Phạm Mạnh Cương cùng một số linh mục chủng sinh đã đến cầu nguyện và giám sát việc đưa thi hài cố Tổng giám mục Bùi Văn Đọc từ nhà quàn bệnh viện ra sân bay Fiumicino. Tại đây, đoàn cũng tiếp ông Triệu Nguyên Thành - Bí thư thứ I của Đại sứ quán Việt Nam tại Italia, đến tiễn biệt và trao giấy phép nhập cảnh thi hài cố Tổng giám mục cho Giám mục Đỗ Mạnh Hùng. Được biết, quan tài sẽ tạm được đặt tại phòng bảo quản sân bay trong vòng một ngày theo quy định của Italia.
Sau khi trình xong giấy tờ cho Hải quan Italia, xin giấy phép vận chuyển bằng chuyến bay sớm nhất về Việt Nam. Ban đầu, có hai phương án có thể xảy ra: sử dụng chuyến bay Roma-Paris-Thành phố Hồ Chí Minh thì thi hài cố Tổng giám mục sẽ đến sân bay Tân Sơn Nhất vào buổi sáng; hoặc sử dụng chuyến bay Abu Dhabi-Thành phố Hồ Chí Minh thì hiện chưa thể đoán trước được giờ về của thi hài. Tuy nhiên, ngày 13 tháng 3, Tổng giáo phận đã thông báo thi hài cố Tổng giám mục rời Roma trên chuyến bay Emirates EK96 lúc 20 giờ 45 phút ngày 14 tháng 3, giờ Roma. Sau đó, tạm dừng tại Dubai 4 tiếng rưỡi rồi bay tiếp trên chuyến bay Emirates EK392 lúc 9 giờ 40 ngày 15 tháng 3 và đến Tân Sơn Nhất lúc 19 giờ 35 phút tối cùng ngày giờ Việt Nam. Trong thông cáo chính thức được đăng tải trên website Tổng giáo phận sáng ngày 14 tháng 3, thi hài cố tổng giám mục sẽ về đến sân bay Tân Sơn Nhất vào khoảng 19 giờ 15 phút, và Tổng giáo phận yêu cầu giáo dân tránh đến sân bay, vì thủ tục đưa thi hài sẽ rời sân bay rất nhanh, thay vào đó, giáo dân nên đến Tòa Giám mục.
Khoảng 18 giờ 53 phút ngày 15 tháng 3, thi hài cố Tổng giám mục trên chuyến bay đã đáp xuống sân bay Tân Sơn Nhất. Sau khi được đưa ra khỏi máy bay, quan tài của cố Tổng giám mục được đưa bằng xe chuyên dụng đi làm thủ tục. Mọi thủ tục được thực hiện cách nhanh chóng bằng sự hỗ trợ của chính quyền trung ương cũng như thành phố. Đón thi hài có Giám mục Giám quản Giuse Đỗ Mạnh Hùng và linh mục Tổng Đại diện Inhaxiô Hồ Văn Xuân. Khu vực nhận thi hài được đặt cách bãi đỗ máy bay khoảng 4 km và các nhà quản lý sân bay Tân Sơn Nhất đã tế nhị cho phát bài thánh ca “Hy lễ cuối cùng”. Trên cung đường di chuyển thi hài về Tòa Tổng giám mục, hàng trăm xe gắn máy chờ sẵn và hòa vào đoàn rước thi hài. Rất đông giáo dân trật tự đứng đón thi hài với nến cháy sáng trong trật tự. Tại Tòa Tổng giám mục, có đến hàng ngàn giáo dân, tu sĩ cũng như thân nhân cố Tổng giám mục tập trung cầu nguyện và đón thi hài ông.
Giám mục Đỗ Mạnh Hùng đứng đơn vận chuyển thi hài, tại Việt Nam, linh mục Tổng Đại diện Hồ Văn Xuân đứng tên biên bản nhận thi hài.

### Phúng viếng và tang lễ

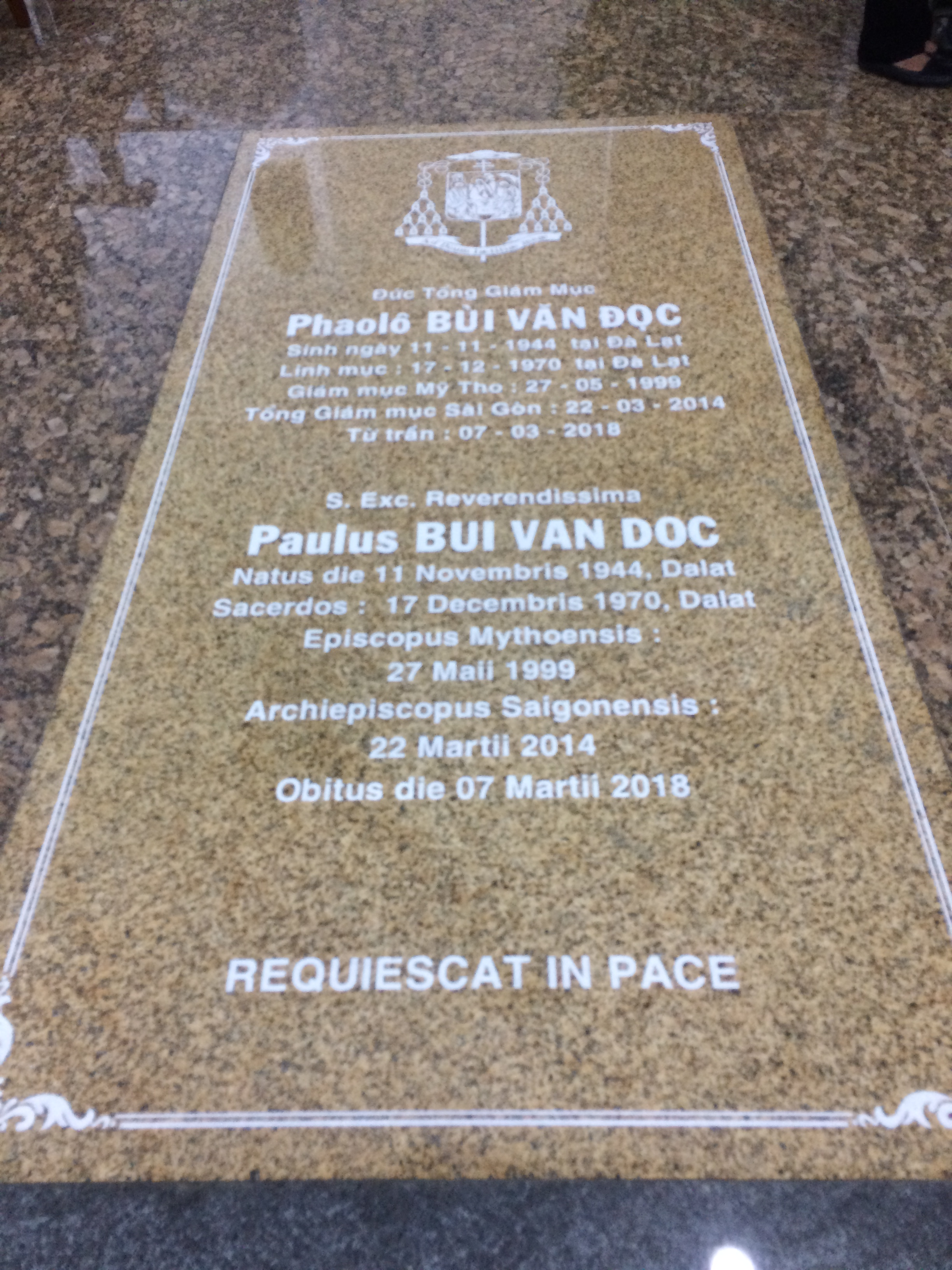
Phần mộ Tổng giám mục Phaolô Bùi Văn Đọc tại nhà nguyện Trung tâm Mục vụ Tổng giáo phận Thành phố Hồ Chí Minh

Ban tổ chức tang lễ gồm có trưởng ban là Giám mục Giám quản Đỗ Mạnh Hùng, Phó ban là Giám mục Nguyễn Anh Tuấn và linh mục Tổng Đại diện Hồ Văn Xuân, các ủy viên gồm các linh mục trong ban tư vấn và các linh mục hạt trưởng. Sáng ngày 10 tháng 3, linh mục Hồ Văn Xuân, Tổng Đại diện về đến Việt Nam và triệu tập cuộc họp về vấn đề tổ chức tang lễ vào 10 giờ sáng cùng ngày.
10 giờ 45 phút sáng ngày 14 tháng 3, Tổng giáo phận Thành phố Hồ Chí Minh cho đăng tải chương trình tang lễ chính thức cho giáo dân, các hội đoàn và cả các đoạn ngoại giao và các đoàn từ chính quyền thành phố, các tỉnh lân cận và phái đoàn chính phủ đến viếng. Thời gian viếng của từng đoàn là vào khoảng 15 phút do thời gian để viếng quá gấp rút. Tính đến ngày 14 tháng 3, huyệt mộ an táng cho cố Tổng giám mục đã hoàn thiện.
Thi hài cố Tổng giám mục Bùi Văn Đọc về đến Thành phố Hồ Chí Minh vào tối ngày thứ năm ngày 15 tháng 3, lúc 18 giờ 55 phút. Nhiều giáo dân đã đứng thắp nến sáng tại nhiều con đường xe đưa linh cữu về Tòa Tổng giám mục để chào đón. Trước đó, giờ linh cữu đáp xuống sân bay Tân Sơn Nhất lúc 19 giờ 15 phút, theo thông báo chính thức được công bố sáng 14 tháng 3. và khoảng 19 giờ 35 theo thông báo vào ngày 13 tháng 3.
Khi linh cữu về đến giáo phận, các nhà thờ đồng loạt gieo chuông báo tử. Đại diện Tòa Tổng giám mục cho biết ban tang lễ đã quyết định không nhận phúng điếu hay các đóng góp của cá nhân, đoàn thể, kể cả các dòng tu trong việc tổ chức tang lễ.
Sau khi trở về từ Sân bay Tân Sơn Nhất, linh cữu cố tổng giám mục được đưa đến quàn tại Hội trường Tòa Tổng giám mục, và tổ chức lễ phát tang tại đây vào khoảng 20 giờ 30 cùng ngày.
5 giờ sáng ngày 16 tháng 3, thi hài cố Tổng giám mục được đưa đến Nhà thờ Đức Bà Sài Gòn, tổ chức các đoàn viếng. Được biết, các phái đoàn chính phủ do Phó Thủ tướng Trương Hòa Bình, trung ương, tư lệnh quân khu 7 và thành phố, các ngoại giao đoàn cũng đến viếng. Giờ viếng tự do được sắp xếp từ sau 7 giờ sáng đến 8 giờ sáng. Đến 20 giờ cùng ngày thì di chuyển đến Trung tâm Mục vụ giáo phận và đặt tại Lễ đài, tổ chức đêm canh thức. Số lượng người tham gia được nhiều nguồn tin ước lượng từ 10.000 đến gần gấp đôi con số đó. Đoàn rước kéo dài gần 3 km từ nhà thờ Đức Bà, đến Trung tâm Mục vụ, không sử dụng kèn trống, được đệm bằng những bài hát thánh ca và tín hữu thinh lặng theo đoàn với nến sáng trên tay.
Lễ an táng chính thức cử hành lúc 8 giờ sáng ngày 17 tháng 3 tại Lễ đài Trung tâm Mục vụ Tổng giáo phận Sài Gòn. Thánh lễ do Chủ tịch Hội đồng Giám mục Việt Nam Giuse Nguyễn Chí Linh, Tổng Giám mục Tổng giáo phận Huế cử hành với phần giảng lễ do Hồng y Phêrô Nguyễn Văn Nhơn, Tổng giám mục Hà Nội phụ trách, giám mục Antôn Vũ Huy Chương, giám mục Giáo phận Đà Lạt cử hành nghi thức tiễn biệt và Giám mục Phêrô Nguyễn Văn Khảm, giám mục Giáo phận Mỹ Tho cử hành các nghi thức tại huyệt mộ. Đồng tế với Tổng giám mục Giuse Linh có Hồng y Phêrô Nguyễn Văn Nhơn, Hồng y Gioan Baotixita Phạm Minh Mẫn cùng 31 giám mục khác và khoảng 700 linh mục trong và ngoài Tổng giáo phận. Tu sĩ giáo dân và đại diện chính quyền cũng đã tham dự buổi lễ, với con số ước lượng gần 10.000 người, theo website Tổng giáo phận, và ít nhất 12.000 người, theo ước tính của Báo Công giáo và Dân tộc.
Sau khi cử hành thánh lễ an táng, ông được chôn cất tại Nhà nguyện Tiểu chủng viện cũ, cạnh mộ cố Tổng giám mục Phaolô Nguyễn Văn Bình, theo ý nguyện của cố Tổng giám mục Bùi Văn Đọc. Tổng giám mục Đọc từng ghé qua Nhà nguyện Tiểu chủng viện cũ, nay là Trung tâm mục vụ Tổng giáo phận, khi được biết có cố tổng giám mục Nguyễn Văn Bình và giám mục phụ tá Louis Phạm Văn Nẫm được an táng tại đây, ông đề nghị mình cũng được chôn cất cạnh các vị tiền nhiệm.